# Парголово (станция)
Па́рголово — узловая товарно-пассажирская станция Выборгского направления Октябрьской железной дороги в посёлке Парголово. Расположена между станциями Шувалово и Левашово.
Имеет 6 путей, 2 платформы, старинный вокзал, построенный финским архитектором Б. Гранхольмом, и регулируемый железнодорожный переезд со шлагбаумом.
Является узловой: в южной горловине станции заканчивается Окружная линия Октябрьской железной дороги. Эта линия (Парголово — Парнас — Ручьи — Полюстрово — Дача Долгорукова (Ладожский Вокзал) — Глухоозерская — Волковская — Цветочная — Нарвская — Автово) идёт почти два километра параллельно Выборгскому ходу прежде, чем повернуть к Парнасу.
Электрифицирована в 1951 году в составе участка Санкт-Петербург — Зеленогорск. Реконструирована под скоростное движение в 2008—2009 годах.
На станции имеют остановку все пригородные электропоезда, кроме поездов повышенной комфортности «Ласточка».
В 2019 году РЖД выставила на Avito исторический вокзал на продажу.
В 2020 году РЖД провели тестовый запуск электропоезда «Парголово — Красное село». Однако из-за пандемии COVID-19 он так и не был запущен в постоянном режиме.